# باورد
 باورد  بالفارسية ( روستاى باورد  ) ، قرية صغيرة تتبع البلدة المركزية (بالفارسية: بخش مرکزی شهرستان بندر لنگه) من توابع مدينة لنجة وتقع في محافظة هرمزگان في جنوب إيران. تقع على بعد 4 كيلومترات في الغرب من قرية كزير.

## حدود قرية باورد
حدود قرية باورد: من الشمال: قرية مهركان، ومن الجنوب مالا، ومن الغرب قرية كارستانه، ومن الشرق تنتهي بـ كزیر.

## السكان
يبلغ عدد سكان هذه قرية حسب تعداد السكان لعام 2006 للميلاد، (500 ) نسمه تشكل (120 عائلة) ، من أهل السنة والجماعة وعلى المذهب الشافعي. يتكلون الفارسية باللهجة المحلية، لهم مسجد، ومدرسة، وعيادة صحية صغيرة، وبركتان لحفظ مياه الأمطار، يمتهنون بتربية المواشي والزراعة والتجارة. أراضيهم خصبة تزرع فيها جميع أنواع البقول والخضروات الصيفية والشتوية .